# Kálmán Giergl
Kálmán Giergl (* 29. Juni 1863 in Pest, Kaisertum Österreich; † 10. September 1954 in Nógrádverőce im Komitat Pest) war ein Architekt und bedeutender Vertreter des Eklektizismus in Ungarn. Er gehörte der Künstlerfamilie Györgyi-Giergl an.

## Familiärer Hintergrund

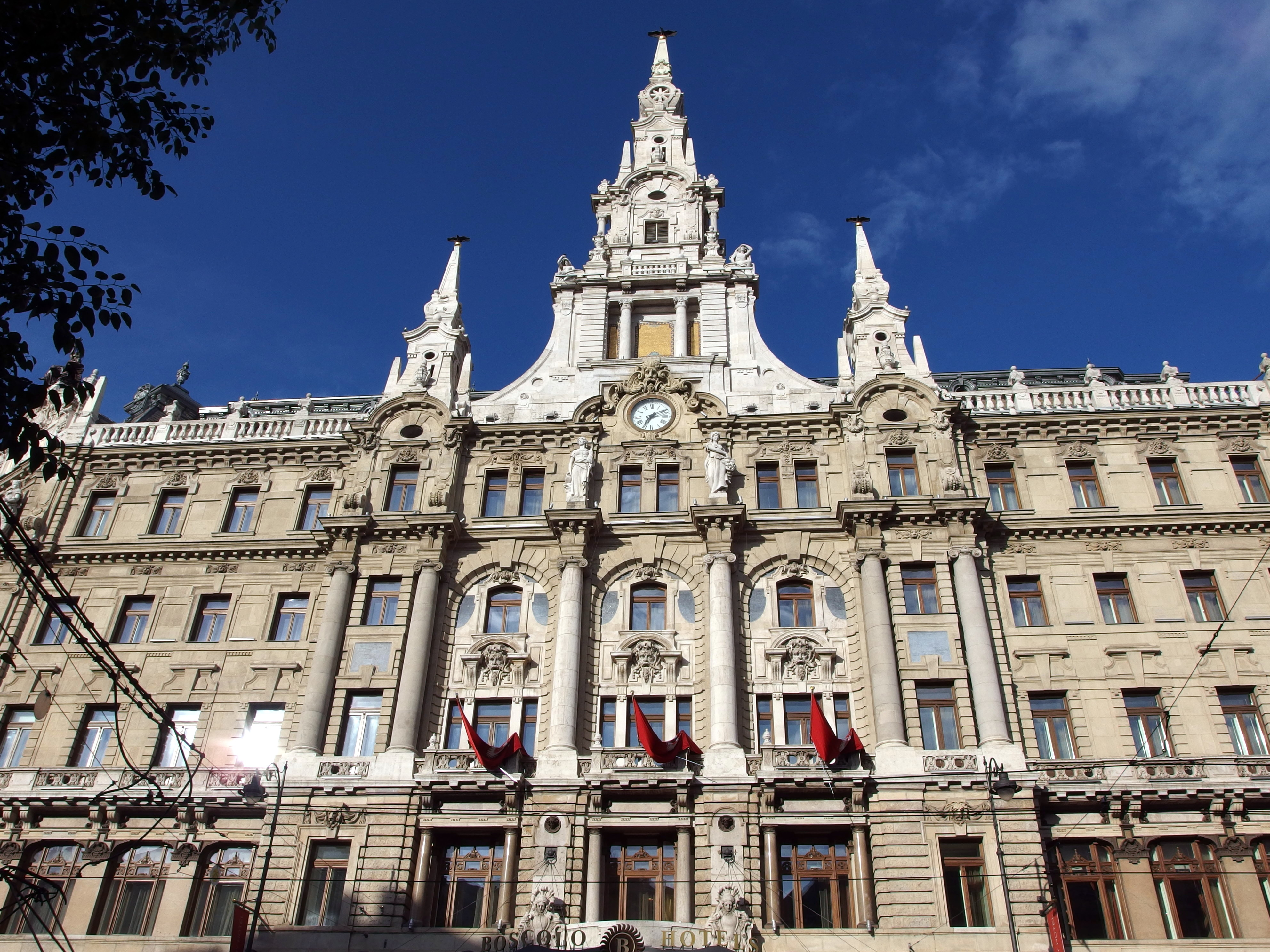
New York Palota, 1894

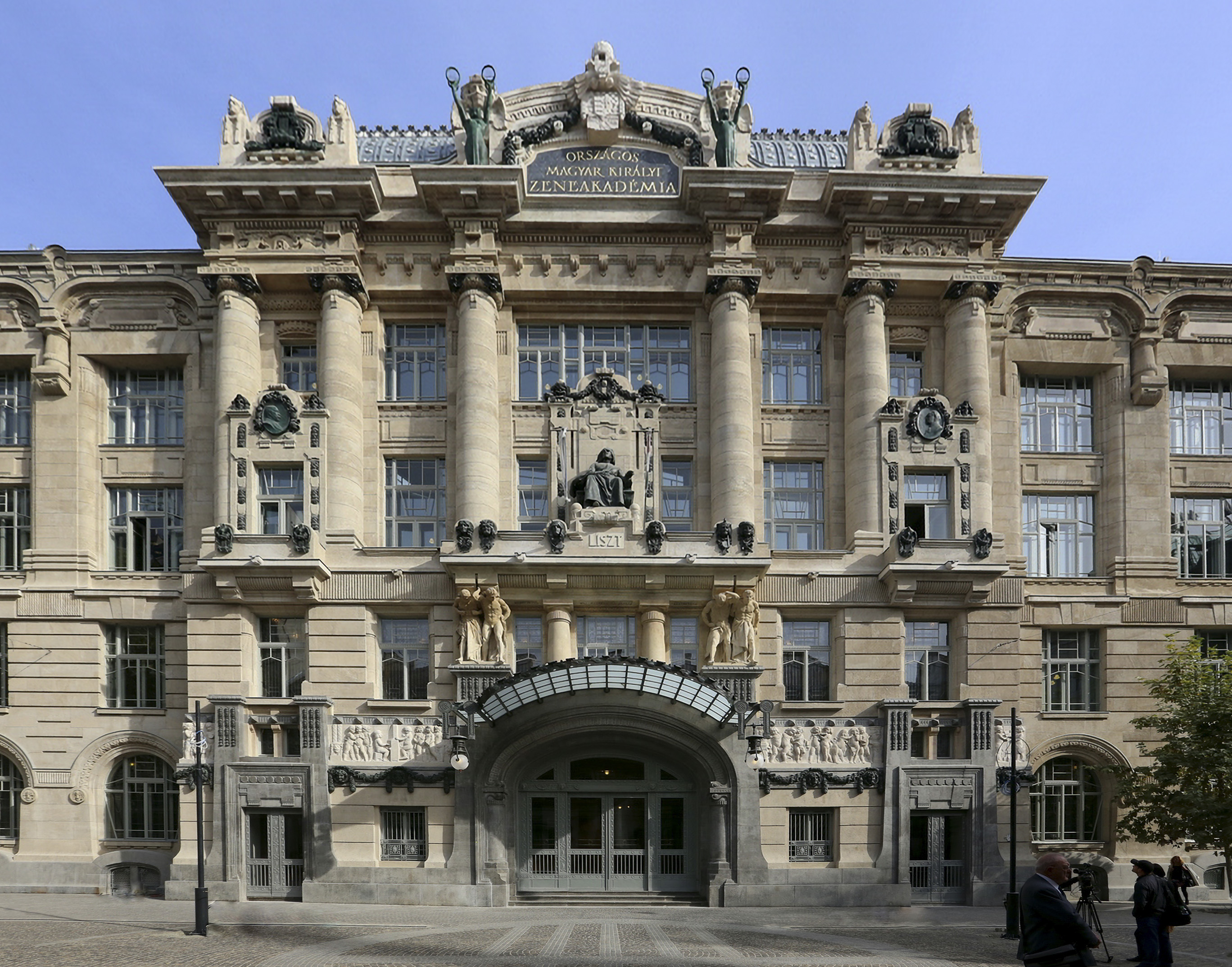
Zeneakadémia, 1907

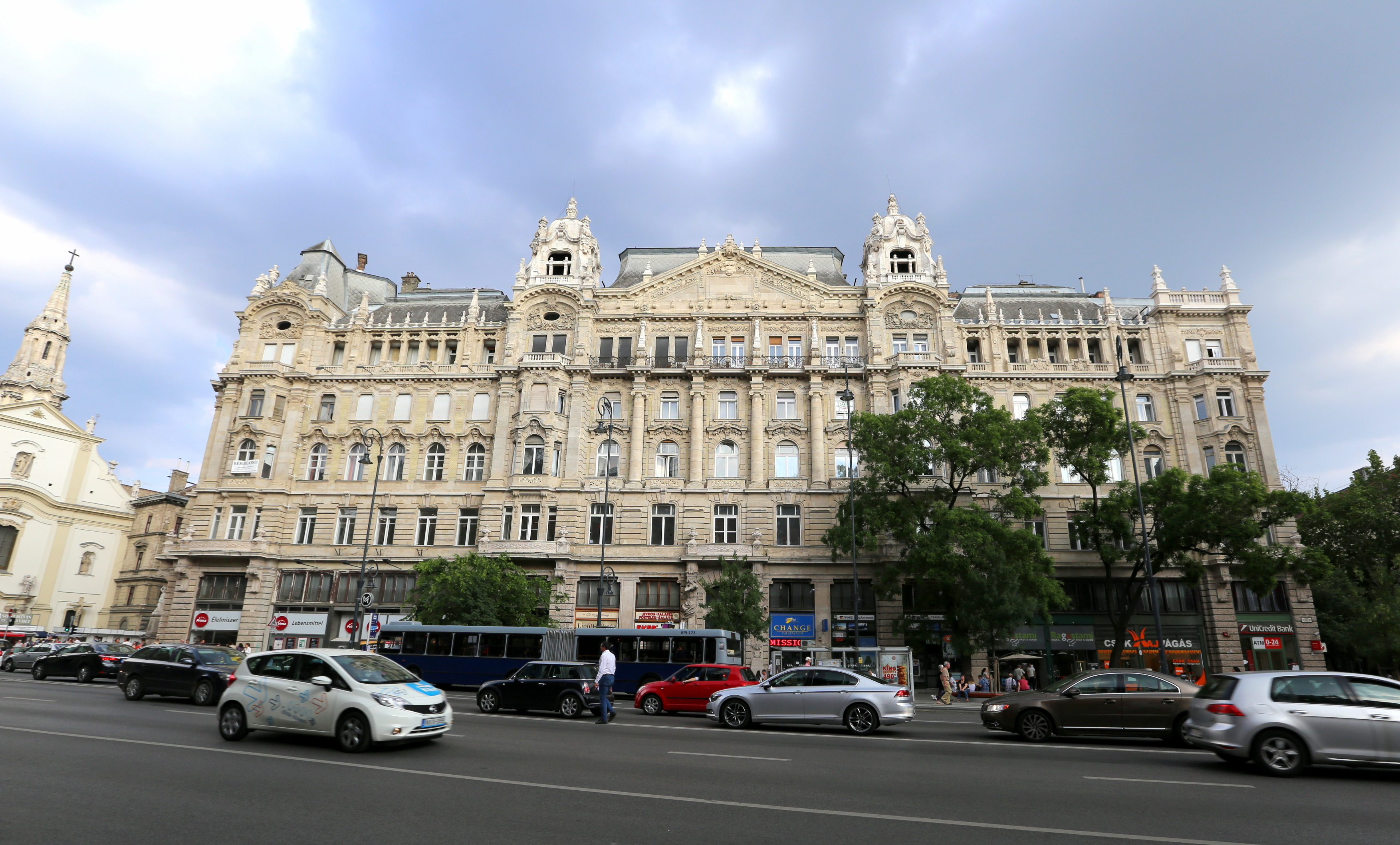
Király-Bérház, 1902

Die Familie mit Tiroler Wurzeln war schon seit langem für die künstlerische Fähigkeiten ihrer Mitglieder bekannt. Der Vater Henrik Giergl (* 1827; † 1871) war ein berühmter Glaskünstler. Géza Györgyi (* 1851; † 1934), ein Cousin Giergls, war als Architekt am Ausbau des Burgpalastes und dem K-Gebäude der Technischen Universität beteiligt. Ein weiterer Cousin, Kálmán Györgyi (* 1860; † 1930) war Handwerkskünstler und Direktor der Országos Magyar Iparművészeti Társulat („Landesgesellschaft für angewandte Kunst“).

## Lebensweg
Giergl studierte an der Königlich Ungarischen Joseph-Universität für Technik und Wirtschaftswissenschaften in Budapest und an der Berliner Kunstakademie. Seine Laufbahn begann er in Berlin als Mitarbeiter im Büro der renommierten Architekten Martin Gropius und Heino Schmieden. Nach seiner Rückkehr nach Ungarn war er an der Joseph-Universität Assistent von Alajos Hauszmann, in dessen Architekturbüro er ebenfalls mitarbeitete. Dort begann auch die Zusammenarbeit mit Flóris Korb, mit dem er in den folgenden Jahren wichtige Projekte gemeinsam durchführte. Hauszmann bezog die beiden in die Planung großer Aufträge mit ein, darunter des Gerichtsgebäudes in der Alkotmány utca, des New-York-Palastes, des Justizpalastes und der Erweiterung des Burgpalastes.
Im Jahr 1893 verließen die beiden jungen Architekten Hauszmanns Büro und arbeiteten selbständig in einem gemeinsamen Architekturbüro. Das erste bedeutende Werk war das Geschäftshaus der Zeitung Pesti Hírlap. Sie entwarfen auch die Pavillons für die Ausstellung anlässlich der Millenniumsfeiern zum tausendjährigen Bestehen des Königreichs Ungarn, die später abgerissen wurden.
Am Pester Brückenkopf der Elisabethbrücke erbauten sie im Jahr 1901 die nach der Herzogin Klotild benannten Zwillingspaläste und ein Jahr später das Király-Bérház („Königliches Zinshaus“). Ebenfalls 1902 beteiligten sie sich erfolgreich am Architektenwettbewerb für den Neubau der Musikakademie am Liszt Ferenc tér, das als wichtigstes Bauwerk der beiden Architekten gilt.
In den nächsten Jahren errichteten sie die Augenklinik an der Mária utca und die Klinik für Chirurgie und Innere Medizin an der Üllői út. Im Jahr 1911 wurde das Luxus áruház am Vörösmarty tér fertiggestellt.
Giergl unternahm viele Reisen in Europa, nach Amerika sowie in den Nahen und Fernen Osten. Seine bedeutende Kunstsammlung wird im Museum für angewandte Kunst aufbewahrt.

## Wichtige Gebäude
| Name des Bauwerks           | Beteiligte Architekten | Jahr der Fertigstellung |
| --------------------------- | ---------------------- | ----------------------- |
| New York Palast             | Hauszmann, Korb        | 1894                    |
| Klothilden-Paläste          | Korb                   | 1901                    |
| Königliches Zinshaus        | Korb                   | 1902                    |
| Franz-Liszt-Musikhochschule | Korb                   | 1907                    |
| Warenhaus Luxus             | Korb                   | 1911                    |
| Justizpalast                | -                      | -                       |